# Avon Protection
Avon Protection p.l.c., antes Avon Rubber p.l.c., es una empresa británica que se especializa en la ingeniería y fabricación de equipos de protección respiratoria para militares, policías y bomberos, así como equipos de ordeño para granjeros lecheros.
Su sede corporativa se encuentra a 3 km (1.9 millas) al sur de Melksham en Wiltshire, Inglaterra, en el desarrollo de Hampton Park West. Tiene otros sitios de fabricación en Johnson Creek, Wisconsin; Cadillac, Michigan y Albinea, Italia.
En 1933, la compañía se hizo pública en la Bolsa de Valores de Londres. Ahora es un componente del Índice FTSE SmallCap.
Avon Tyres, dedicada a la fabricación de neumáticos, fue adquirida por Cooper Tire & Rubber en 1997.